# Скічко Олександр Олександрович
Олекса́ндр Олекса́ндрович Скічко́ (нар. 28 квітня 1991, Черкаси)  — український комік, артист, політик, ексголова Черкаської ОДА з 29 січня 2021 до 1 березня 2022 року, колишній народний депутат IX скл. від провладної партії «Слуга народу». У минулому — телеведучий (канал «Україна»).

## Життєпис

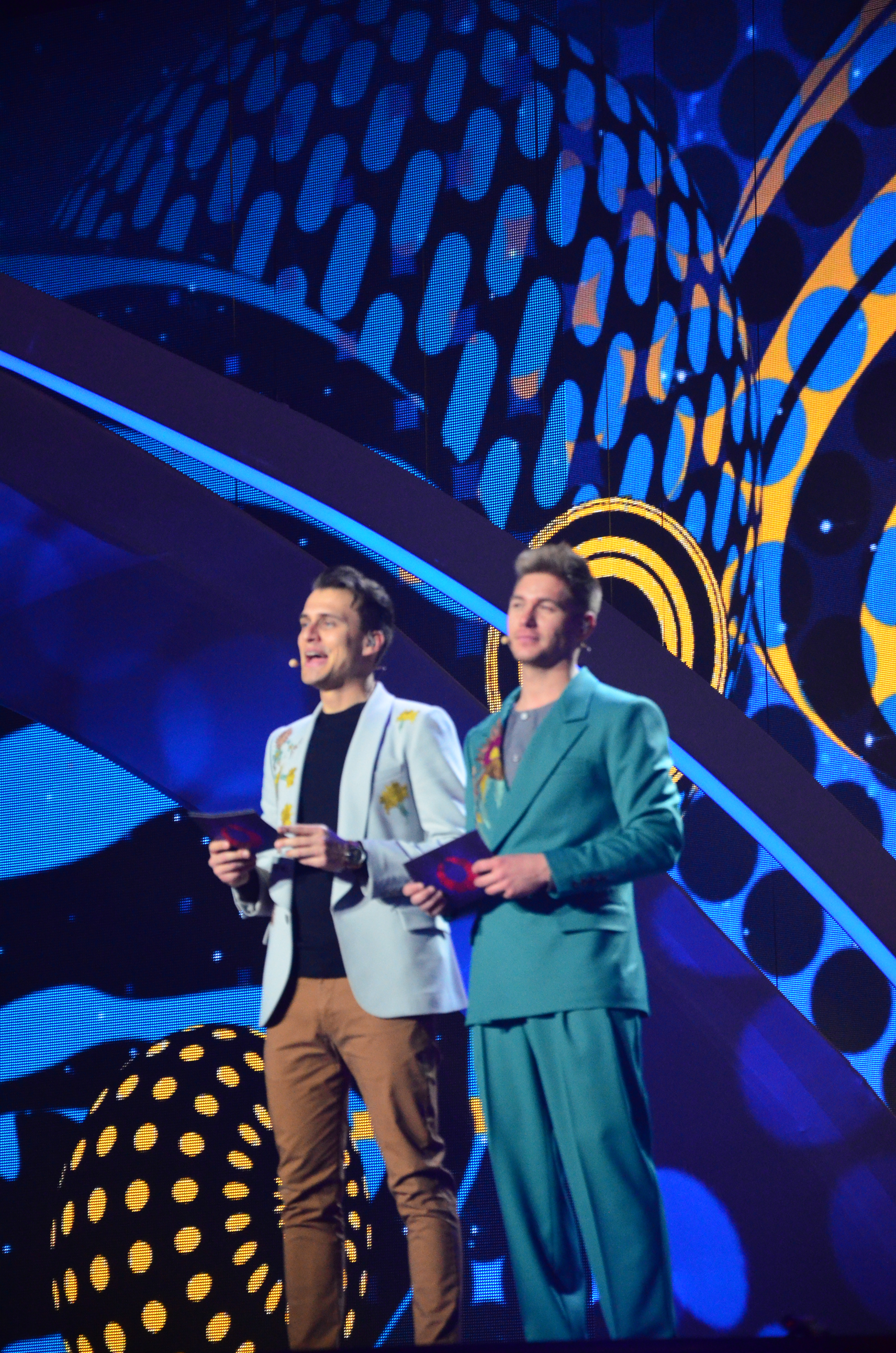
На сцені Євробачення-2017

У дитинстві навчався в музичній школі за класом української сопілки, згодом грав на саксофоні. З 12 років грав у шкільному театрі, посів перше місце на міському конкурсі читців. У віці 15 років виграв першу премію VIII Міжнародного фестивалю дитячої та молодіжної творчості «Зірки польської осені». Закінчив факультет міжнародної економіки Київського економічного університету.
Англійську мову вивчав у гімназії з поглибленим вивченням іноземних мов, двічі їздив на літні мовні курси до Великої Британії. Закінчив першу міську гімназію Черкас, 2013 року закінчив Київський економічний університет ім. Гетьмана за спеціальністю «міжнародна економіка». Володіє англійською мовою.
Кар'єру на телебаченні Олександр розпочав на телеканалі «О-TV» (2006—2007), був ведучим молодіжної програми «Teen-клуб». 2009 року став фіналістом шоу «Україна має талант», після чого вирішив зайнятись професійною кар'єрою артиста.
2010 року дійшов до фіналу шоу «Хвилина слави» (Москва). 2011 року був ведучим ранкового шоу «Добрий монінг» на російському телеканалі Муз-ТВ (Росія). Після чого став ведучим щоденного прямого ефірного ранкового шоу «Підйом» на Новому каналі (2012—2013).
23 листопада 2012 року встановив рекорд України, одягши на себе 69 пар трусів.
2012—2013 — автор ідеї, креативний продюсер і ведучий реаліті-шоу «Мачо не плачуть» (1 і 2 сезонів) на «Новому каналі». Переможець третього фестивалю «Велика різниця» у дуеті із Валерієм Юрченком в Одесі 2012 року.
З лютого 2015 року — ведучий програми «Співай як зірка» на телеканалі «Україна». Співведучий — Дмитро Шепелєв.
З січня 2015 року — ведучий програми «Зірковий шлях» на телеканалі «Україна», а також ведучий ранкового шоу «Let's go show» на радіо NRJ.
20 квітня 2017 — ведучий церемонії Першої національної кінопремії «Золота дзиґа».
У травні 2017 — був одним з ведучих пісенного конкурсу Євробачення 2017 у Києві.
З лютого 2019 року ведучий телевізійного шоу «Дивовижні люди» на телеканалі «Україна».

## Політика
З 29 серпня 2019 до 29 січня 2021 був депутатом ВРУ IX скл. Обраний на виборах за 197 округом у Черкаській області від партії «Слуга народу». Фізична особа-підприємець.
- Голова підкомітету з питань залізничного транспорту Комітету ВРУ з питань транспорту та інфраструктури[12]
- Заступник члена делегації у Парламентській асамблеї Ради Європи
- Член групи з міжпарламентських зв'язків з Британією, Індією, Казахстаном, Бельгією, Туреччиною, КНР, США, ОАЕ[9]

З 29 січня 2021 по 1 березня 2022 року — керівник Черкаської ОДА. У грудні видання «Слово і Діло» назвало Скічка безвідповідальним головою ОДА. За рейтингом видання, Скічко за рік виконав тільки 8 обіцянок.
2 березня 2022 Скічка звільнено з посади голови ОДА.

## Громадська діяльність
5 жовтня 2017 року взяв участь у художньому проєкті «Коли картини заговорять», озвучивши віртуальний аудіогід для Національного Художнього музею України.
16 липня 2018 року підтримав благодійний проєкт Helenmarlentshirt, кошти від якого спрямовано на закупівлю саджанців для ботанічного саду ім. Фоміна.
У листопаді 2018 року в Києві Скічко взяв участь у благодійному вечорі фонду «Таблеточки», де зібрали 7 млн грн на допомогу дітям з онкологічними захворюваннями.
14 березня 2019 року в Києві провів благодійний аукціон «Твори добро», присвячений пам'яті комедійної актриси Марини Поплавської. Було зібрано кошти на придбання хірургічного обладнання для Національного інституту раку.

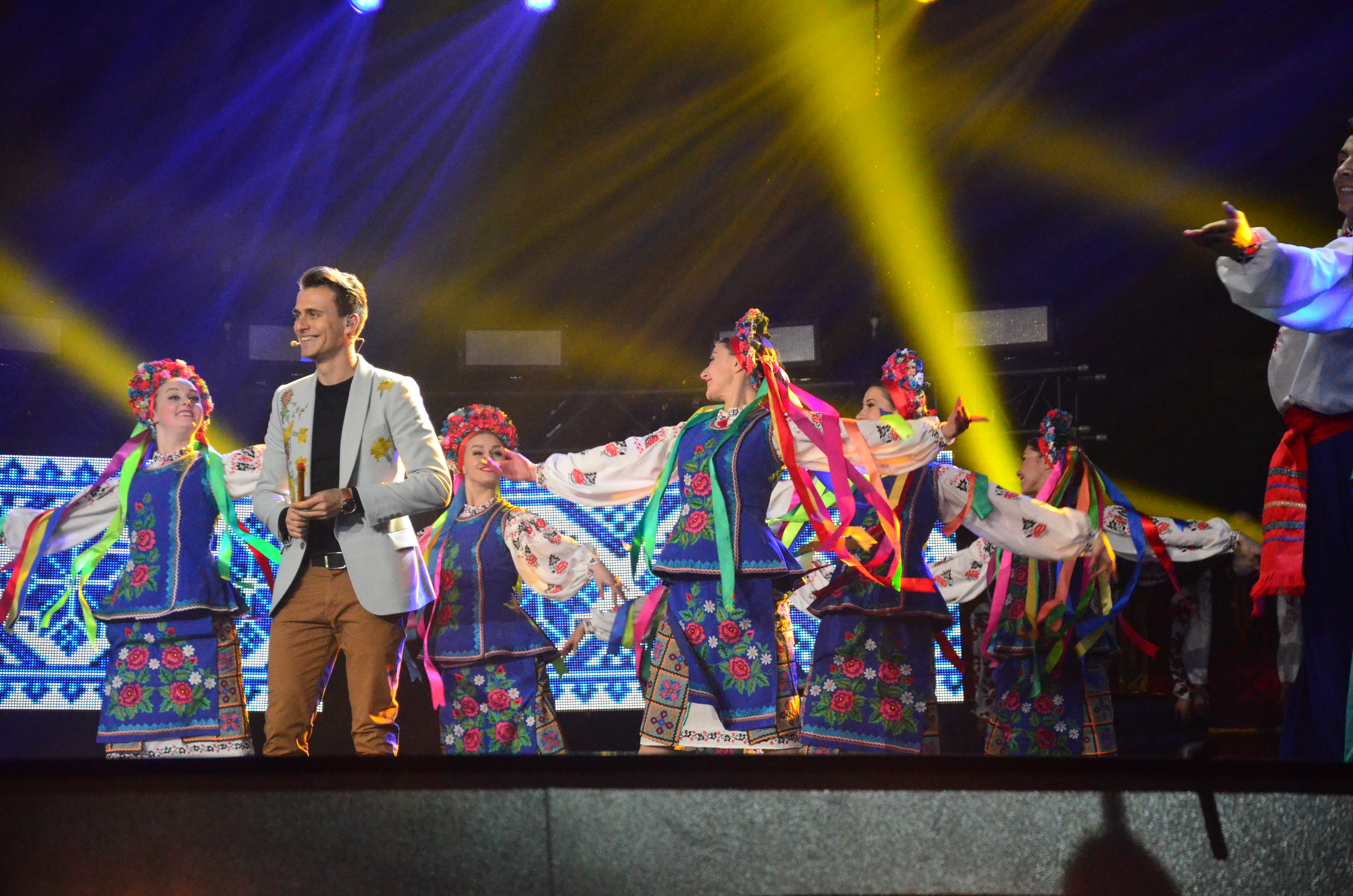
Ведучий Євробачення-2017

9 травня 2019 року Скічко з дружиною Єлизаветою Юрушевою та дітьми в Черкасах поклали квіти до Пагорба Слави, пояснивши це тим, що дуже важливо пам'ятати подвиг тих людей, які «полягли за незалежність України».
16 травня 2019 року, в Києві Скічко взяв участь у благодійному аукціоні, на якому було зібрано понад 300 тис. грн на медичне обладнання для новонароджених дітей в Хмельницькій міській лікарні.
З 2017 року входить до складу Збірної журналістів України з футболу. У складі команди журналістів допомагає дітям-переселенцям зі Сходу України займатись спортом.

## Родина та особисте життя
У 2011 році одружився з телепродюсеркою, старшою від нього на 10 років. У 2013 році шлюб розпався.
З 2016 року у стосунках з Єлизаветою Юрушевою, донькою українського бізнесмена-мільйонера Леоніда Юрушева, з 2017 одружені. Мають трьох дітей, старша донька 2015 року народження.

## Фільмографія
| Рік  |   | Українська назва   | Оригінальна назва | Роль            |
| ---- | - | ------------------ | ----------------- | --------------- |
| 2014 | с | —                  | Брат за брата     | Віктор Гребньов |
| 2019 | ф | 11 дітей з Моршина | —                 |                 |